# Eduard Castle

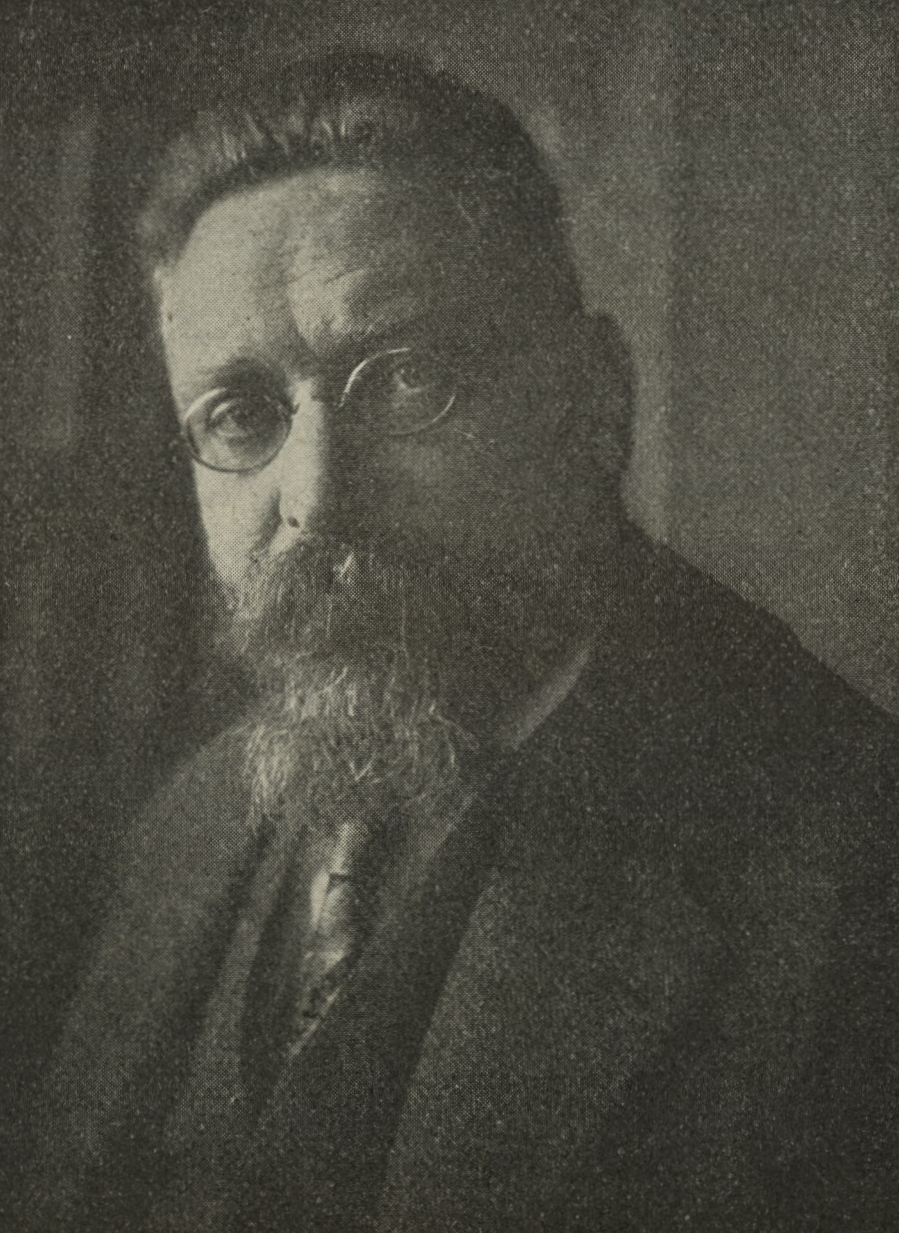
Porträt von Eduard Castle, vor 1927

Eduard Castle (* 7. November 1875 in Wien, Österreich-Ungarn; † 8. Juni 1959 ebenda) war ein österreichischer Germanist, Literaturhistoriker und Theaterwissenschaftler.

## Leben
Eduard Castle studierte Germanistik bei Jakob Minor und Richard Heinzel, Geschichte bei Max Büdinger und Geographie bei Albrecht Penck an der Universität Wien. 1897 promovierte er zum Dr. phil. und arbeitete danach an Mittelschulen in Wien und Görz.
1907 habilitierte Castle sich für neuere deutsche Sprache und Literatur an der Universität Wien. 1915 wurde er dort ordentlicher Professor, und er erhielt 1913 auch die Venia legendi in Gestalt einer außerordentlichen Professur ad personam an der Technischen Hochschule Wien. Seine österreichische Grundhaltung brachte ihn wissenschaftlich in Gegensätze zu Vertretern der alldeutschen Literaturbetrachtung, sodass er sich erst langsam mit seinen Lehrmeinungen durchzusetzen vermochte. 1929 übernahm Castle auch eine Lehrverpflichtung an der Wiener Konsularakademie. 
Castle widmete sein Leben der Forschung und Lehre, veröffentlichte zahlreiche wissenschaftliche Werke, wobei er sich unter anderen mit Joseph Schreyvogel, Ferdinand Raimund, Adalbert Stifter, Richard Kralik, Peter Rosegger, Anton Wildgans und Franz Werfel, aber auch mit Johann Wolfgang von Goethe, Friedrich Schiller und Gerhart Hauptmann beschäftigte. Er gab die Werke von Nikolaus Lenau (sechs Bände, 1910–1923), Ferdinand Raimund (sechs Bände, 1924), Ludwig Anzengruber (20 Bände, 1922) und Franz Grillparzer (sechs Bände, 1923) heraus.
Nach dem Anschluss Österreichs 1938 wurde Castle von den Machthabern aus dem Dienst entlassen und bis zum Ende der Naziherrschaft 1945 zum Schweigen verurteilt. 
Nach dem Zweiten Weltkrieg war Castle maßgeblich an der Wiederaufnahme des Studienbetriebs an der Universität Wien beteiligt. Er war Mitarbeiter an der schon 1899 von J. W. Nagl und J. Zeidler begonnenen Deutsch-Österreichischen Literaturgeschichte (Band 3: 1935, Band 4: 1937) und Herausgeber österreichischer Klassiker. Darüber hinaus arbeitete er, größtenteils in führenden Positionen, im Wiener Goethe-Verein, in der Grillparzer-Gesellschaft und der Adalbert-Stifter-Gesellschaft und war Mitglied der Österreichischen Akademie der Wissenschaften. 
Castle wurde 1949 in den Ruhestand versetzt. Er wurde am Ober Sankt Veiter Friedhof bestattet.

## Auszeichnungen
- 1950 Ehrenmedaille der Bundeshauptstadt Wien
- 1953 Preis der Stadt Wien für Geisteswissenschaften

## Veröffentlichungen
als Autor
- Die Isolierten, Wien 1899
- Nikolaus Lenau, 1902

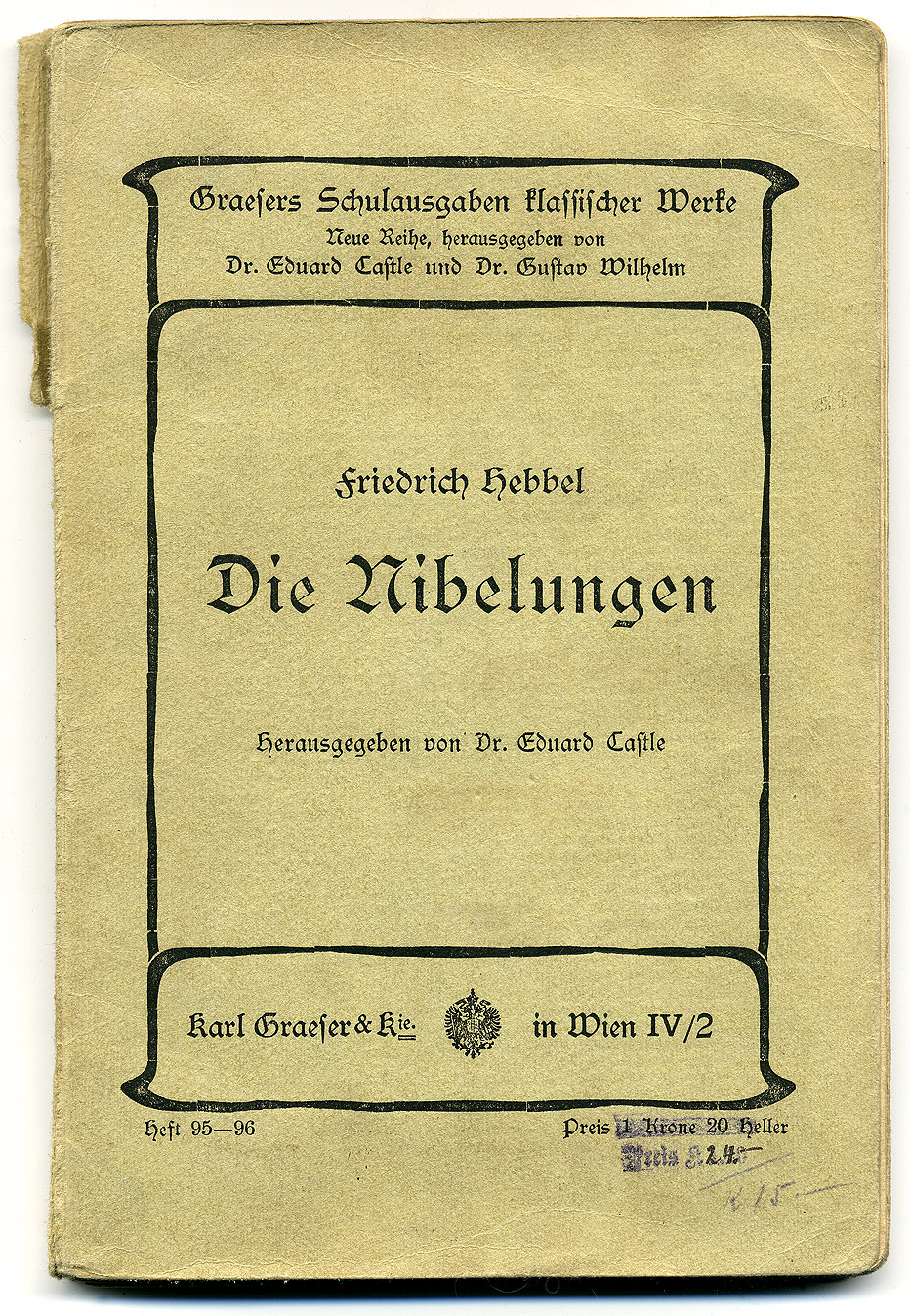
Friedrich Hebbels Die Nibelungen, herausgegeben von Eduard Castle

- Lenau und die Familie Löwenthal. Briefe und Gespräche, Gedichte und Entwürfe, Leipzig: Max Hesse 1906
- Fürst Schwarzenberg, 1925
- Der große Unbekannte. Das Leben von Charles Sealsfield, Wien 1943
- Dichter und Dichtung aus Österreich, 1952

als Herausgeber
- Ludwig Anzengruber: Gesammelte Werke.  (20 Bde.).
- Franz Grillparzer: Werke. (6 Bde.).
- Anastasius Grün: Gesammelte Werk. (6 Bde.).
- Nikolaus Lenau: Werkausgabe. (6 Bde.).
- (mit Fritz Brukner) Ferdinand Raimund: Werke. (6 Bde.).
- Chronik des Wiener Goethe-Vereins. 1933 ff.
- Anmerkungen und Register zu Eckermanns Gespräche mit Goethe. 1916.